# مارتین شروتل
مارتین شروتل (انگلیسی: Martin Schröttle; ۱ سپتامبر ۱۹۰۱ – ۱۷ فوریهٔ ۱۹۷۲) ورزشکار هاکی روی یخ اهل آلمان بود.
وی در مسابقات کشوری و بین‌المللی در مجموع برندهٔ ۱ مدال برنز شده‌است.